# آراکل باباخانیان (تاریخ‌نگار)

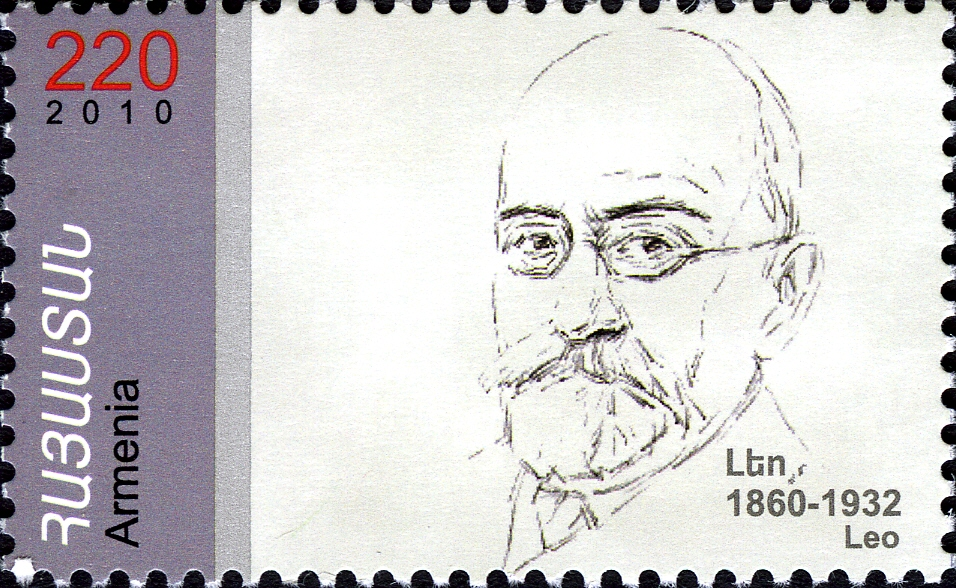

آراکل گریگوری باباخانیان (ارمنی: Առաքել Գրիգորի Բաբախանյան؛ ۱۴ آوریل ۱۸۶۰ – ۱۴ نوامبر ۱۹۳۲) یک تاریخ‌نگار، ناشر، نویسنده منتقد و استاد دانشگاه دولتی ایروان اهل ارمنستان بود.